# De Bow's Review
DeBow's Review fue una revista de amplia circulación sobre "progreso y recursos agrícolas, comerciales e industriales" en el sur de Estados Unidos durante la mitad superior del siglo XIX, desde 1846 hasta 1884. Antes de la Guerra Civil, la revista "recomendaba las mejores prácticas para exprimir las ganancias de los esclavos". Llevaba el nombre de su primer editor, James Dunwoody Brownson DeBow (J. D. B. DeBow, 1820–1867), quien escribió mucho en los primeros números; sin embargo, hubo varios escritores a lo largo de los años. R. G. Barnwell y Edwin Q. Bell, de Charleston, aparecieron como editores en marzo de 1867, después de la muerte de DeBow, y W. M. Burwell fue editor desde marzo de 1868 hasta diciembre de 1879.

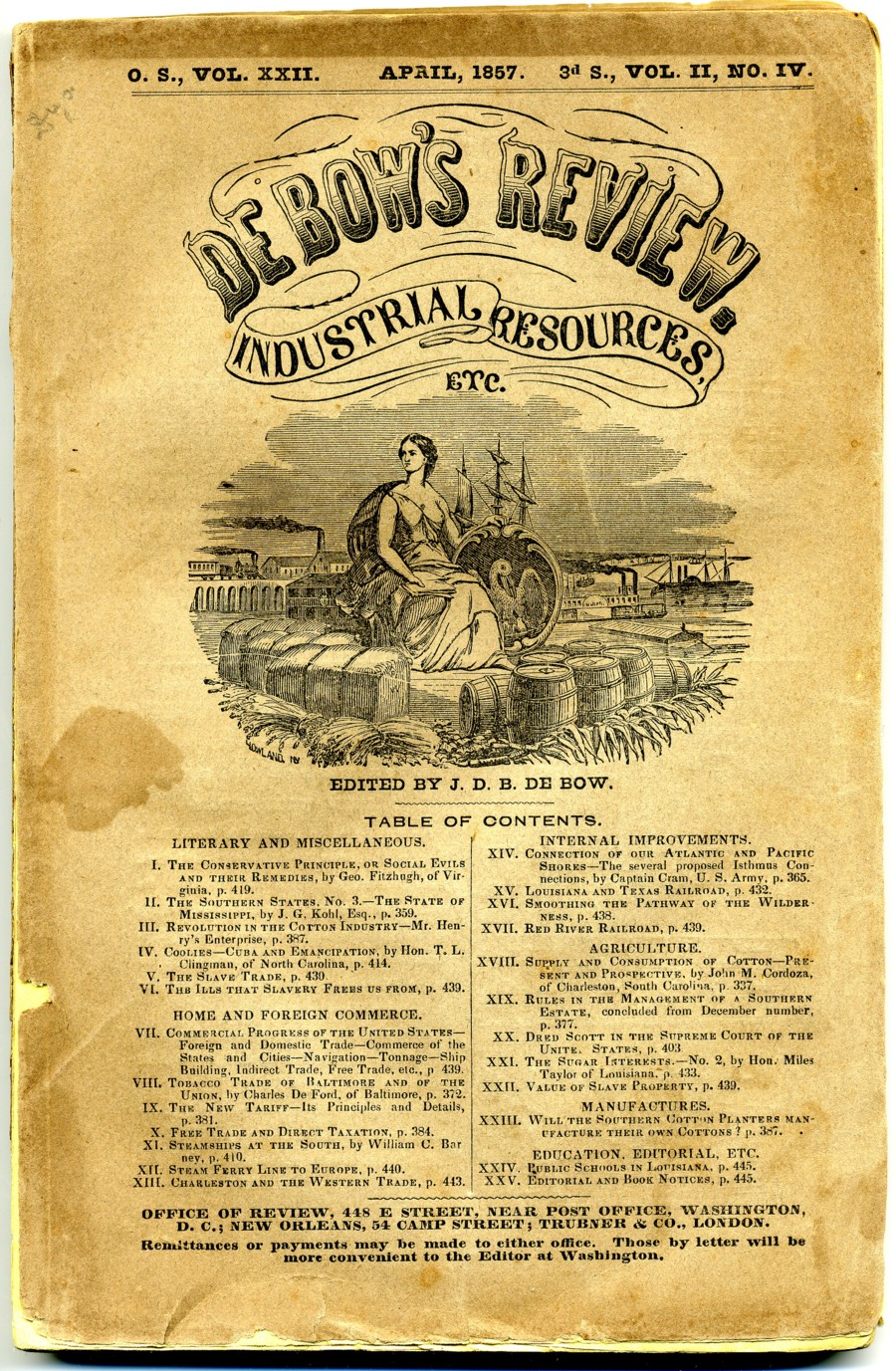
Portada de la Revista

## Historial de publicaciones
Esta revista a menudo se publicaba mensualmente, con varias interrupciones, desde enero de 1846 hasta junio de 1880, luego cambió hasta 1884. La publicación de la revista se interrumpió durante la guerra civil estadounidense después de agosto de 1864, pero se reanudó la publicación en enero de 1866. Después de 1880, se sometió a una serie de revisiones de nombre, y en 1884, fue renombrada o absorbida por la Revista Agrícola e Industrial Mensual de Nueva York.
DeBow comenzó esta revista en Nueva Orleans en enero de 1846 como Commercial Review of the South and West. Se publicó en Nueva Orleans casi todos los años, excepto en 1865 cuando se interrumpió y en 1864, cuando se basó en Columbia, Carolina del Sur. También lo publicó en otras ciudades: en Washington D. C., entre 1853 y 1857 (durante su mandato como Jefe del Censo de los EE. UU.), continuando hasta 1860, luego en Charleston, SC, 1861–1862. Al comienzo de la Guerra Civil, era el periódico sureño de mayor circulación. DeBow escribió gran parte de cada número él mismo.
Los editores de DeBow's Review fueron: desde enero de 1846 hasta febrero de 1867, J. D. B. DeBow; de abril de 1867 a febrero de 1868, R. G. Barnwell y E. Q. Bell; de marzo de 1868 a diciembre de 1879, W. M. Burwell. DeBow's Review se publicó en Nueva Orleans, 1846-1852; luego Nueva Orleans y Washington D. C., 1853–60; Nueva Orleans y Charleston, Carolina del Sur, 1861–62; solo Columbia, Carolina del Sur en 1864; luego de nuevo en Nueva Orleans/etc. durante 1866–80.

## Contenido
Antes de la guerra civil estadounidense de 1861–1865, la revista contenía de todo, desde informes agrícolas, datos estadísticos y análisis económicos hasta literatura, opinión política y comentarios. La revista adoptó una perspectiva cada vez más prosureña y finalmente secesionista a fines de la década de 1850 y principios de la de 1860. Defendió la esclavitud en respuesta al abolicionismo, publicó un artículo en la década de 1850 que instaba al Sur a reanudar el comercio de esclavos africanos y abogó por el nacionalismo sureño a medida que se acercaba la Guerra Civil.
Después de la guerra, la revista reanudó la publicación sobre temas comerciales, políticos y culturales, instando a la aceptación del programa de Reconstrucción de la Unión bajo el presidente Johnson, e incluso imprimió artículos de ex abolicionistas.

## Contribuidores
DeBow's Review es conocida por varias figuras históricas famosas, tanto estimadas como controvertidas, que publicaron material en la revista:
- Judá P. Benjamín
- JDB DeBow (editor)
- Jorge Fitzhugh
- james h. hammond
- Thomas Prentice Kettell
- francis lieber
- Matthew Fontaine Maury
- Albert Pike
- Edmund Ruffin
- William Gilmore Simms
- Lysander Spooner
- William Henry Trescot